# Speigatt

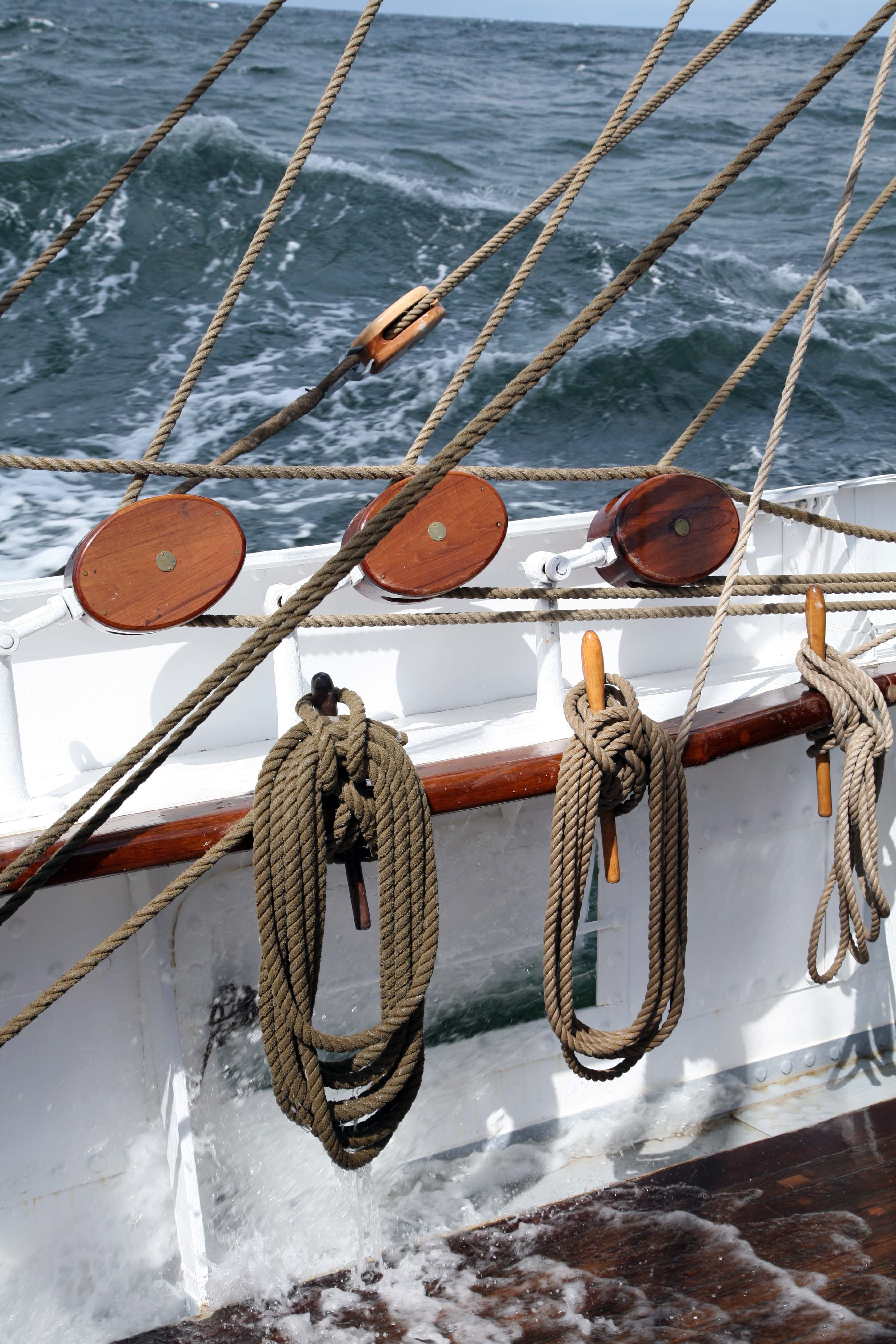
Speigatt der Sørlandet (unten), mit abfließendem Wasser

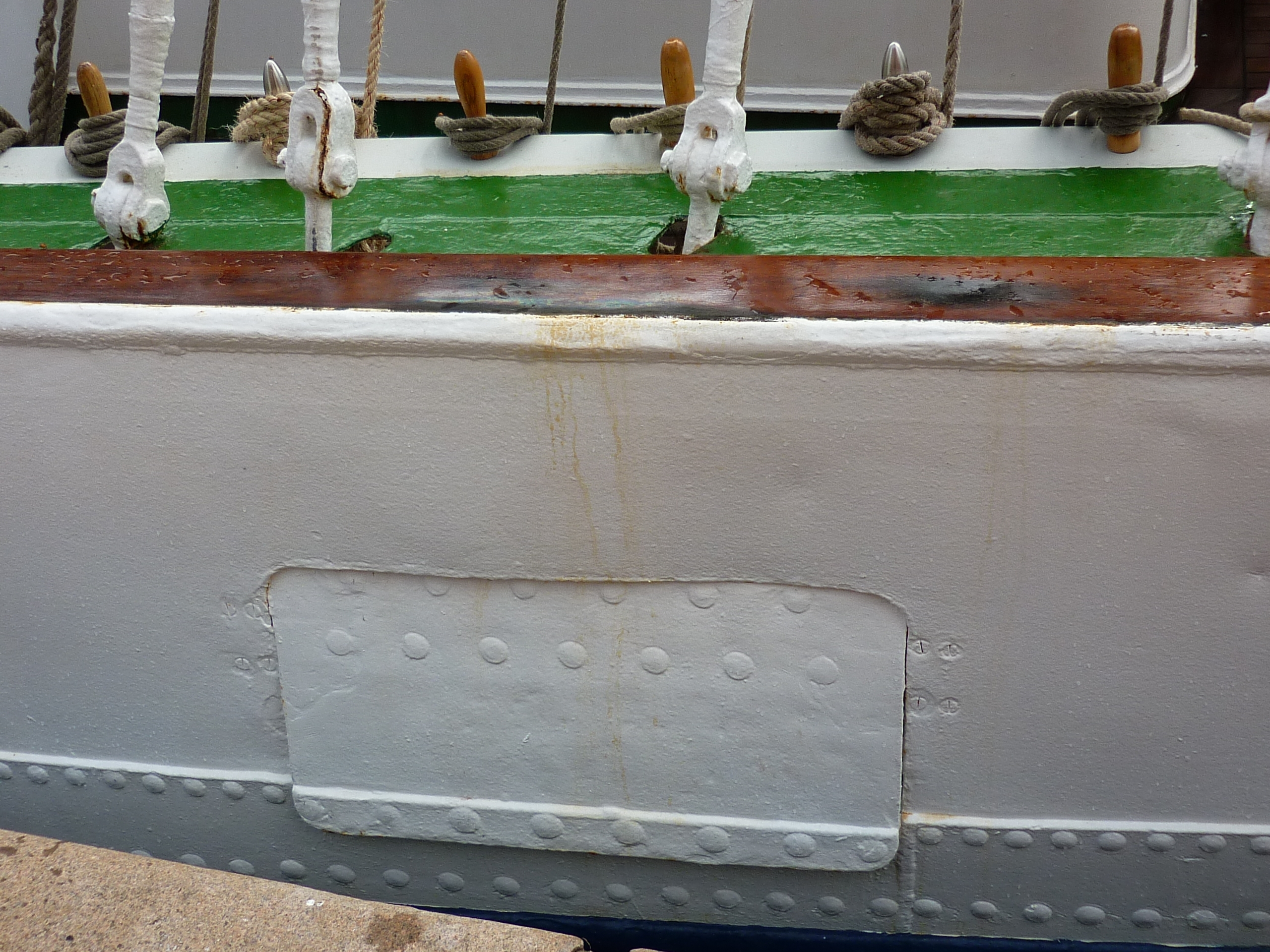
Speigatt von außen

Ein Speigatt oder Speigat ist eine unverschlossene oder durch eine Rückschlagklappe gesicherte Abflussöffnung im Schanzkleid von Schiffen, durch die Regenwasser oder übergekommene Gischt wieder ins Wasser abgeleitet wird. Das Schanzkleid schützt Schiff und Besatzung normalerweise vor überkommendem Wasser; ein Speigatt dient also zur Ableitung von relativ geringen Wassermengen. Kleine Boote besitzen statt Speigatten entweder eine offene Reling oder Lenzventile.
Das Wort Speigatt wird abgeleitet aus den niederdeutschen Wörtern speien: spucken, sich erbrechen und Gatt: Loch, Öffnung.
Siehe auch: Gatt